# Стів Фоссетт
Джеймс Сті́вен Фо́ссетт (англ. James Stephen "Steve" Fossett; 22 квітня 1944, Джексон, Теннессі — 3 вересня 2007) — американський мільярдер, авіатор, мореплавець, мандрівник. Заробивши значний капітал в фінансовій галузі, почав подорожувати, зокрема облетів земну кулю 5 разів. Подорожував на повітряній кулі, в літаках та на вітрильниках. Встановив 116 світових рекордів. 3 вересня 2007 року під час польоту у Неваді, його літак зник. Залишки були знайдені лише у вересні 2008 року. Ім'я було викарбуване в Національному залі авіаційної слави в місті Дейтон (штат Огайо).

## Біографія
Стів Фоссетт народився в м. Джексон, Теннессі, однак своє дитинство провів в м. Гарден Гроув, Каліфорнія. Ще хлопцем належав до скаутських організацій, подорожував, в 13-річному віці отримав найвищу скаутську нагороду. Після школи поступив на навчання до Стенфордського університету, вивчав економіку. Закінчив університет у 1966 році і через два роки, у 1968 році отримав ступінь магістра ділового адміністрування у Університеті Вашингтона штату Міссурі.
Першу роботу отримав в компанії Ай-Бі-Ем (IBM), пізніше працював в різних фінансових компаніях. У 1973 році став брокером по продажу цінних паперів на Чиказькій фондовій біржі. Заснував власні компанії — «Марафон Сек'юрітіз» та «Лакота Трейдінг», де його капітал зріс до декількох мільйонів. Поступово відійшов від безпосереднього керівництва компаніями і переїхав на помешкання до м. Бівер Крік у Колорадо. Після 1990 року продав більшість акцій своїх компаній, але до 2006 року ще займався тимчасовим керівництвом компанії «Лакота Трейдінг». Одружився з Пеггі Фоссетт (до шлюбу Віланд) у 1968 році, дітей не мав.

## Подорожі і рекорди
Став найбільш відомий завдяки багатьом світовим рекордам, які він встановив подорожуючи на повітряній кулі, на вітрильнику, в літаку та на планері.
У 2002 році, після п'яти невдалих спроб став першим, хто облетів земну кулю на повітряній кулі соло (тобто на його аеростаті у цьому рекордному польоті був тільки один член екіпажу — сам Стів Фоссетт). У цій подорожі пілот подолав 33 тис. км та встановив декілька рекордів, у тому числі рекорд швидкості перельоту на повітряній кулі — 320 км/год. Переліт тривав 320 годин і 33 хвилини. Під час перельоту Фоссетт спав 4 години на добу уривками по 45 хвилин.
У 2006 року він став першим льотчиком, який облетів земну кулю за 67 годин — також соло. У тому ж році повторив свій рекорд на іншому літаку. Як авіатор встановив загалом 93 світові рекорди. До того ж як мореплавець під час подорожей вітрильником встановив ще 23 світові рекорди (декілька з них теж соло, зокрема рекорд за найшвидшу навколосвітню подорож (усього за 58 днів і 9 годин). Подорожував також на планері в декількох місцях планети, і зокрема в стратосфері, і встановив декілька світових рекордів.
Фоссетт був одним із найбільш успішних рекордсменів відстані. Speed Sailing був його спеціальністю, і з 1993 по 2004 рік він домінував у рекордних аркушах, встановивши 23 офіційні світові рекорди та дев'ять рекордів дистанцій. Він визнаний Всесвітньою Радою рекордів швидкості вітрильного плавання як "найбільш досвідчений у світі моряк". На макси-катамарані Cheyenne (колишня назва PlayStation) Фоссет двічі встановлював престижний 24-годинний рекорд вітрильного плавання. У жовтні 2001 року Фоссет і його екіпаж встановили трансатлантичний рекорд - 4 дні 17 годин, побивши попередній рекорд на 43 години 35 хвилин, збільшивши середню швидкість майже на сім вузлів. На початку 2004 року Фоссет, як шкіпер, встановив рекорд навколосвітнього плавання на вітрильнику "Шайєнн" за 58 днів, 9 годин з екіпажем з 13 осіб. 2007 року Фоссет встановив світовий рекорд з перетину Тихого океану на 125-футовому (38 м) вітрильнику "PlayStation", який він здійснив з четвертої спроби.

## Зникнення
3 вересня 2007 року о 8:45 ранку вилетів на одномоторному легкому літаку з приватного аеродрому в Неваді. Після шести годин з'ясувалося, що літак зник. Також не було отримано ніяких сигналів небезпеки з літака, які мали бути передані в разі аварії. Хоча палива в літаку вистачало лише на 4 години, літака в означеному радіусі знайдено не було. За час пошуків, в яких під час активної фази брало участь до 650 чоловік і 20 літаків, рятувальники досліджували територію близько 50 тисяч км². Були виявлені фюзеляжі шести літаків, що впали за декілька десятків років, але жоден з них так і не виявився зниклою машиною 63-річного мільйонера. 19 вересня 2007 року було оголошено про припинення активного пошуку мандрівника. Деякі добровольці продовжили пошуки власними силами.
16 лютого 2008 судом міста Чикаго офіційно визнаний загиблим. Таким чином, був задоволений позов дружини мандрівника Пеггі, яка просила визнати її вдовою, щоб вступити в права спадкоємства Фоссета.
2 жовтня 2008 року недалеко від містечка Маммот-Лейкс, штат Каліфорнія, туристи знайшли місце ймовірної загибелі Фоссета. На місці катастрофи, окрім уламків самого літака, були знайдені речі, що належали Стіву Фоссету, серед них: посвідчення Федеральної авіаційної адміністрації на ім'я Фоссета; ліцензія на керування літаком; посвідчення особи і 1005 доларів. Також були знайдені розкидані хижаками людські кістки, які відразу направили на експертизу ДНК. Через 1,5 місяця експертиза ДНК підтвердила, що останки, виявлені на місці катастрофи, належали Стіву Фоссету. Отже, його загибель була підтверджена офіційно.